# 愛敬一幸
愛敬 一幸 （あいきょう かずゆき、1957年11月21日）は、NHKの元アナウンサー。2018年より放送大学アナウンサー。千葉県立長生高等学校、北海道大学卒業。

## 過去の出演番組
- イブニングネットワークみやぎ
- ニュースセンターやまなし630
- まるまる山梨610(責任編集)
- ふるさと自然発見
- BSおはよう列島
- ことばてれび
- 生中継 にっぽんの夜 森の王者オオクワガタに会う夜の昆虫観察 1996年7月12日
- 土曜スタジオパーク